# 가애란
가애란(賈愛蘭, 1982년 10월 27일~)은 대한민국의 KBS 아나운서이다.

## 학력
- 1995년 태안초등학교 (졸업)
- 1998년 태안여자중학교 (졸업)
- 2001년 천안여자고등학교 (졸업)[1]
- 2006년 숙명여자대학교 국어국문학과 (졸업)

## 경력
- 숙명여자대학교 2004년 재학생 광고 모델
- 2006년 9월 가애란 잡지 모델 데뷔
- 2007년 9월 가애란 신문기자 데뷔
- 2008년 6월 ~ KBS 34기 공채 아나운서 입사
- 2008년 6월 ~ 2009년 10월 KBS제주방송총국  아나운서 지역근무
- 2012년 : 태안군 꽃다지 홍보대사
- 2013년 : 세종학당 홍보대사
- 2022년 8월 ~ 2023년 1월 : 4개월 동안 출산휴가로 인해 4개월 동안 방송 중단
- 2023년 1월 : KBS 34기 공채 아나운서실 복직

## 방송 진행

### TV
| 연도        | 방송사        | 제목                                               | 담당             | 진행기간                           | 비고                                                                                              |
| ----------- | ------------- | -------------------------------------------------- | ---------------- | ---------------------------------- | ------------------------------------------------------------------------------------------------- |
| 2008        | KBS2          | 1 대 100                                           | 참가자           | 2008년 1월 22일                    | 100인, 38회                                                                                       |
| 2008        | KBS2          | 1 대 100                                           | 1인 도전자       | 2013년 3월 5일                     | 284회,1인 도전자에 참가함                                                                         |
| 2008        | KBS제주 1TV   | KBS 네트워크 - 제주                                | 진행             |                                    | 제주총국 지역근무 당시 네트워크 연결함                                                            |
| 2009~2010   | KBS1          | TV비평 시청자데스크                                | 패널             |                                    | [시청자의 눈] 코너                                                                                |
| 2024~       | KBS1          | TV비평 시청자데스크                                | 진행             | 2024년 2월 11일 ~                  | 1077회(설특집) ~                                                                                  |
| 2009        | KBS2          | 스타! 골든벨(舊,시즌 1)                            | 참가자           | 2009년 7월 25일                    | 246회 <' 스' 라인> 도전석                                                                         |
| 2009        | KBS2          | 스타! 골든벨(舊,시즌 1)                            | 추석특집 참가자  | 2009년 10월 3일                    | 255회<추석특집 - KBS 아나운서 총 출동!> 246회 <'스' 라인> 도전석                                  |
| 2010        | KBS2          | 스타! 골든벨(舊,시즌 1)                            | 참가자           | 2010년 3월 20일                    | 279회 <'스' 라인> 도전석                                                                          |
| 2010        | KBS1          | 신년기획 희망 2010 대한민국의 힘                   | 특별 보조패널    | 2010년 1월 1일                     | 신년특집편 특별기획으로 특집 편성                                                                 |
| 2010        | KBS1          | 특별생방송 대한민국은 한가족입니다                 | 보조진행         | 2010년 4월 20일                    |                                                                                                   |
| 2010        | KBS1          | 2010 초록동요제                                    | 특별진행         | 2010년 5월 5일                     | 2010년 (제25회)                                                                                   |
| 2010        | KBS1          | 2010 국악동요제                                    | 특별진행         | 2010년 9월 23일                    | [ 6 ] [ 7 ]                                                                                       |
| 2009~2010   | KBS1          | 누가누가 잘하나                                    | 진행             | 2009년 10월 23일~2010년 5월 7일    | 1TV 편성 및 진행 당시                                                                             |
| 2010~2011   | KBS2          | 누가누가 잘하나                                    | 진행             | 2010년 5월 14일~2011년 5월 20일    | 2TV 편성 및 진행 당시                                                                             |
| 2010        | KBS1          | 세계는 지금 2.0 스페셜                             | 진행             | 2010년 7월 4일 ~ 12월 26일         | 스페셜 한정 진행                                                                                  |
| 2010        | KBS1          | 특별생방송 - 헌혈 이웃에게 사랑을                  | 보조패널         | 2010년 9월 10일                    | 현장 인터뷰                                                                                       |
| 2010        | KBS1          | 특별기획 - 대한민국 좋은학교 박람회                | 보조패널         | 2010년 10월 8일                    | 현장 인터뷰                                                                                       |
| 2009~2010   | KBS1          | KBS 뉴스광장                                       | 패널             | 2009년 10월 19일 ~ 2010년 12월     | <스포츠 인사이드> 코너 앵커                                                                       |
| 2011        | KBS1          | KBS 뉴스광장                                       | 패널             | 9월 26일 ~ 9월 30일                | <인터넷 광장> 코너                                                                                |
| 2011        | KBS1          | KBS 뉴스광장                                       | 패널             | 10월 1일                           | 단일 주요 간추린 소식 (패널)                                                                      |
| 2012        | KBS1          | KBS 뉴스광장                                       | 패널             | 3월 5일 ~ 3월 16일                 | <수도권 뉴스> 코너 보조앵커                                                                       |
| 2012        | KBS1          | KBS 뉴스광장                                       | 패널             | 3월 6일 ~ 3월 16일                 | <인터넷 광장> 코너                                                                                |
| 2016        | KBS1          | KBS 뉴스광장                                       | 인터뷰           | 2016년 10월 6일                    | [문화광장] KBS 아나운서 총출동…“우리말 바로 쓰자”                                                 |
| 2023        | KBS1          | KBS 뉴스광장                                       | 임시진행취소     | 2023년 11월 13일                   | 평일 임시앵커 진행취소                                                                            |
| 2024        | KBS1          | KBS 뉴스광장                                       | 진행취소         | 2024년 5월 25일                    | 토요일 진행취소                                                                                   |
| 2025        | KBS1          | KBS 뉴스광장                                       | 진행취소         | 2025년 3월 16일                    | 토요일 진행취소                                                                                   |
| 2011        | KBS1          | KBS 신년기획 특별대토론 한반도의 미래를 말한다     | 특별진행         | 2011년 1월 15일                    |                                                                                                   |
| 2011        | KBS1          | KBS 연중기획 시청자와 함께 생명을 나눕시다         | 보조패널         | 2011년 6월 20일                    |                                                                                                   |
| 2011        | KBS1          | 특집 문화재 르네상스를 꿈꾸며                      | 특별진행         | 2011년 9월 24일                    | 김희수 아나운서와 같이 진행                                                                       |
| 2011        | KBS1          | KBS 연중기획 생명을 나눕시다                       | 특별진행         | 2011년 9월 29일                    |                                                                                                   |
| 2011        | KBS1          | 제66주년 UN의 날 기념 KBS 교향악단 특별연주회      | 특별진행         | 2011년 10월 24일                   | 제66주년 UN의 날 기념 특집                                                                        |
| 2011        | KBS1          | 재난주관방송 특별기획 에너지위기 절약의 희망입니다 | 특별진행         | 2011년 11월 1일                    | 재난주관방송 특별기획                                                                             |
| 2011        | 2011 국악대상 | 특별진행                                           | 2011년 12월 31일 | 김기만 아나운서실 차장과 함께 진행 |                                                                                                   |
| 2010        | KBS2          | KBS 아침뉴스타임                                   | 패널             | 5월 10일 ~ 5월 14일                | <검색어 5> 코너                                                                                   |
| 2010        | KBS2          | KBS 아침뉴스타임                                   | 패널             | 5월 17일 ~ 7월 9일                 | <검색어 톡톡> 코너                                                                                |
| 2010        | KBS2          | KBS 아침뉴스타임                                   | 패널             | 7월 22일                           | <연예수첩> 코너                                                                                   |
| 2012        | KBS2          | KBS 아침뉴스타임                                   | 패널             | 3월 26일~ 3월 30일                 | <톡톡! 매거진> 코너                                                                               |
| 2012        | KBS2          | 굿모닝 대한민국                                    | 특별패널         | 5월 14일 ~ 5월 18일                | 여수세계박람회 현지 특별리포터                                                                    |
| 2010        | KBS2          | 다큐멘터리 3일                                     | 출연             | 2010년 9월 5일                     | 164회《세상을 여는 목소리 - KBS 아나운서 3일》                                                    |
| 2010        | KBS2          | 생생정보통                                         | 임시진행         | 10월 11일~10월 22일                |                                                                                                   |
| 2010 ~ 2012 | KBS2          | 녹색충전 토요일                                    | 내레이션         | 2010년 5월 16일 ~ 2012년 12월 23일 | 보조 현장 및 내레이션을 겸했음                                                                    |
| 2011~2013   | KBS1          | 국악한마당                                         | 첫진행           | 2011년 1월 22일~2013년 4월 6일     | [ 14 ]                                                                                            |
| 2015~2018   | KBS1          | 국악한마당                                         | 2번 이상 첫진행  | 2015년 5월 2일 ~ 2018년 6월 9일    | 회차 미상 ~ 1214회《청춘만세》                                                                    |
| 2024~       | KBS1          | 국악한마당                                         | 3번 이상 재진행  | 2024년 3월 30일~                   | 1498회 《경기 호걸본색》 ~                                                                        |
| 2011        | KBS1          | 낭만을 부탁해                                      | 출연             | 2011년 9월 21일                    |                                                                                                   |
| 2012~2013   | KBS1          | 남북의 창                                          | 진행             | 2012년 7월 21일~2013년 4월 6일     |                                                                                                   |
| 2012        | KBS1          | KBS 세계평화를 위한 동행                           | 특별패널         | 2012년 3월 23일                    |                                                                                                   |
| 2012        | KBS1          | TV쇼 진품명품                                      | 출연             | 2012년 1월 15일                    | (835회 쇼감정단)                                                                                  |
| 2021        | KBS1          | TV쇼 진품명품                                      | 출연             | 2021년 8월 8일                     | (1285회 쇼감정단)                                                                                 |
| 2012        | KBS1          | KBS 뉴스 5                                         | 임시진행         | 2012년 8월 6일~2012년 8월 10일     | [ 18 ]                                                                                            |
| 2012        | KBS1          | KBS 뉴스 7                                         | 임시진행         | 2012년 9월 4일~2012년 9월 6일      |                                                                                                   |
| 2012        | KBS1          | 도전! 골든벨                                       | 진행             | 2012년 10월 14일~2012년 12월 23일  | 642회 경북 김천시 김천생명과학고~ 652회(왕중왕 특집)                                              |
| 2019        | KBS1          | 도전! 골든벨                                       | 특별출연         | 2월 17일                           | 936회 국립국악고 편                                                                               |
| 2013        | KBS2          | 해피 선데이                                        | 출연             | 2013년 2월 24일                    | 남자의 자격 코너                                                                                  |
| 2012~2014   | KBS1          | 6시 내고향                                         | 특별패널         | 2012년 5월 15일                    | 5023회<여수세계박람회 특집> 특별 보조패널                                                         |
| 2013~2014   | KBS1          | 6시 내고향                                         | 첫진행           | 2013년 4월 8일~2014년 4월 4일      | 5246회 ~ 5496회                                                                                   |
| 2018        | KBS1          | 6시 내고향                                         | 임시진행         | 2018년 2월 9일~2018년 2월 23일     | 6463회 ~ 6471회                                                                                   |
| 2018~2022   | KBS1          | 6시 내고향                                         | 재진행           | 2018년 5월 28일~2022년 8월 19일    | 7536회 ~ 7600회                                                                                   |
| 2023 ~ 2025 | KBS1          | 6시 내고향                                         | 3번 이상 재진행  | 2023년 1월 2일 ~ 2015년 3월 28일   | 7682회(신년특집) ~ 8250회                                                                         |
| 2018~2022   | KBS1          | 6시 내고향                                         | 안내자           | 2018년 5월 28일 ~ 2022년 8월 31일  | 6536회 ~ 7608회 - (상품소개)                                                                      |
| 2023~       | KBS1          | 6시 내고향                                         | 안내자           | 2023년 1월 16일 ~ 2025년 3월 14일  | 7694회 ~ 8241회 - (상품소개)                                                                      |
| 2023        | KBS1          | 6시 내고향                                         | 참여 인터뷰      | 2023년 10월 20일                   | 7694회 k문화의 중심- 종로 특집 현장 이벤트<왕가의 보양식을 찾아서>(참여 인터뷰)                   |
| 2024        | KBS1          | 6시 내고향                                         | 내레이션         | 2024년 10월 8일                    | 8135회 [저출생 위기 대응 기획] 우리가 선택한 행복<전남 곡성군 편> 특별 내레이션                   |
| 2014        | KBS1          | 좋은나라 운동본부                                  | 진행             | 2014년 4월 9일~2014년 8월 27일     |                                                                                                   |
| 2015~2022   | KBS1          | 시니어토크쇼 황금연못                              | 첫진행           | 2015년 1월 3일 ~ 2022년 9월 3일    | [ 28 ]                                                                                            |
| 2023~2024   | KBS1          | 시니어토크쇼 황금연못                              | 재진행           | 2023년 1월 28일 ~ 2024년 2월3일    | 404회 ~ 456회                                                                                     |
| 2016        | KBS1          | KBS 스포츠 9                                       | 임시진행         | 2016년 11월 4일~2016년 11월 11일   | [ 30 ]                                                                                            |
| 2015~2016   | KBS1          | 독립영화관(시즌 1,舊)                              | 진행             | 2015년 1월 27일~2016년 5월 7일     | 202회 《후유증》 ~ 266회(2016전주국제영화제 특집) <여름의 끝자락>, <폭력의 틈>, <12번째 보조사제> |
| 2017        | KBS2          | 여유만만                                           | 패널             | 3월 28일                           |                                                                                                   |
| 2017        | KBS2          | 여유만만                                           | 임시진행         | 2017년 8월 21일~2017년 8월 25일    | [ 31 ]                                                                                            |
| 2021        | KBS1          | 더 라이브                                          | 임시진행         |                                    | 코로나 19 의심으로 자가격리 되자 진행자 최욱 대신 출연                                            |
| 2023        | KBS1          | 인간극장                                           | 출연             | 4월 17일 ~ 4월 21일                | 천생연분 육십의 신혼일기                                                                          |
| 2023        | KBS1          | 열린음악회                                         | 진행취소         | 9월 17일(X)                        | 1447회 새 여자MC 진행취소                                                                         |
| 2023        | KBS1          | 아침마당 (본사 제작)                               | 2인 1조 참가자   | 12월 29일                          | 9554회 송년특집 5부 행복한 금요일 쌍쌍파티                                                        |
| 2025        | KBS1          | 아침마당 (본사 제작)                               | 임시진행         | 7월 28일 ~ 7월 30일                | 9953회 [명불허전] <나는 대한민국 명장이다!> ~ 9955회 [도전꿈의무대] 그때 그 사람(특집)            |

### 라디오
| 연도      | 방송사       | 제목                  | 담당        |
| --------- | ------------ | --------------------- | ----------- |
| 2013~2014 | KBS 1 라디오 | 생방송 BGM 뉴스(평일) | 마지막 진행 |

## 관련 인물
- 이선영(31기) - 아나운서
- 박지현(33기) - 아나운서
- 최송현 - 前 아나운서/배우
- 박은영(33기) - 前 아나운서/방송인
- 장수연 - 아나운서/미스코리아 출신
- 최혜림 - 아나운서